# Post tenebras lux
Pour le film, voir Post Tenebras Lux (film).
Post tenebras lux est une phrase latine signifiant « Après les ténèbres, la lumière » et parfois traduit en « La lumière après les ténèbres ».

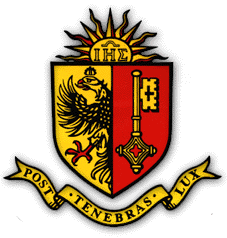
Post tenebras lux sur les armoiries de Genève.

Il s'agit d'une version raccourcie de la phrase « Post tenebras spero lucem » (« Après les ténèbres, j'espère la lumière ») provenant du chapitre 17, verset 12, du Livre de Job dans la traduction latine de la Vulgate.

## Devise
La phrase est adoptée comme devise calviniste et se trouve par la suite choisie comme devise de toute la Réforme protestante et de la ville d'adoption de Jean Calvin : Genève. 
La devise est gravée sur plusieurs monuments :
- le Monument international de la Réformation à Genève ;
- le restaurant de la Mère Royaume, sur le plafond de la brasserie à Genève ;
- le Palais de Justice de Genève;
- le Mémorial aux Huguenots de Franschhoek (Afrique du Sud) ;
- une balustrade située au nord du portail de l'ancienne église Saint-Laurent de Rouen (fin du XVe siècle) affiche en lettres gothiques : « Post tenebras spero lucem » ;
- une pierre tombale (XVIe siècle) de la famille de Hazeville, dans l'église Saint-Martin de Gadancourt (Val d'Oise)
- la fenêtre Post Tenebras Lux d'une dépendance de l'hôtel de Manville des Baux-de-Provence, bastion de la Réforme protestante au XVIe siècle[3].

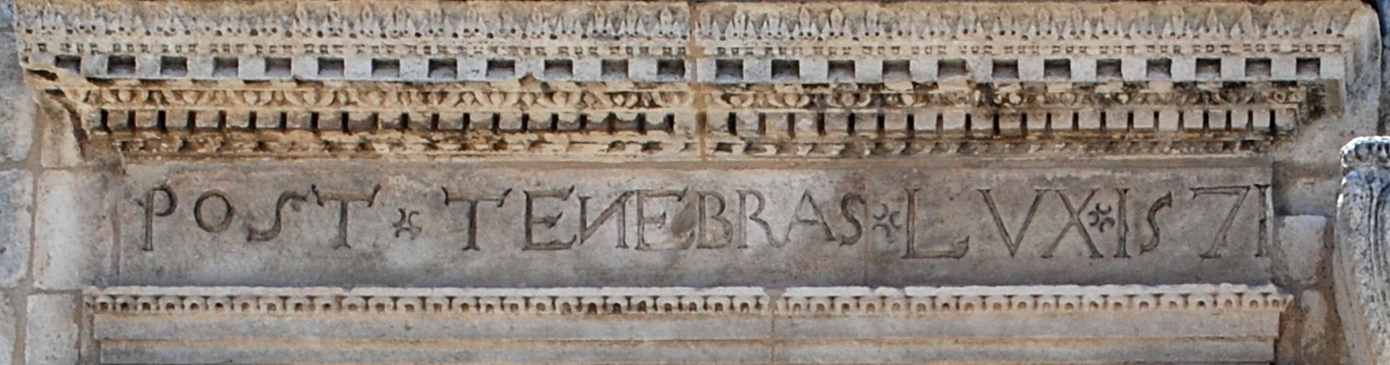
L'inscription de la fenêtre Post Tenebras Lux des Baux-de-Provence.

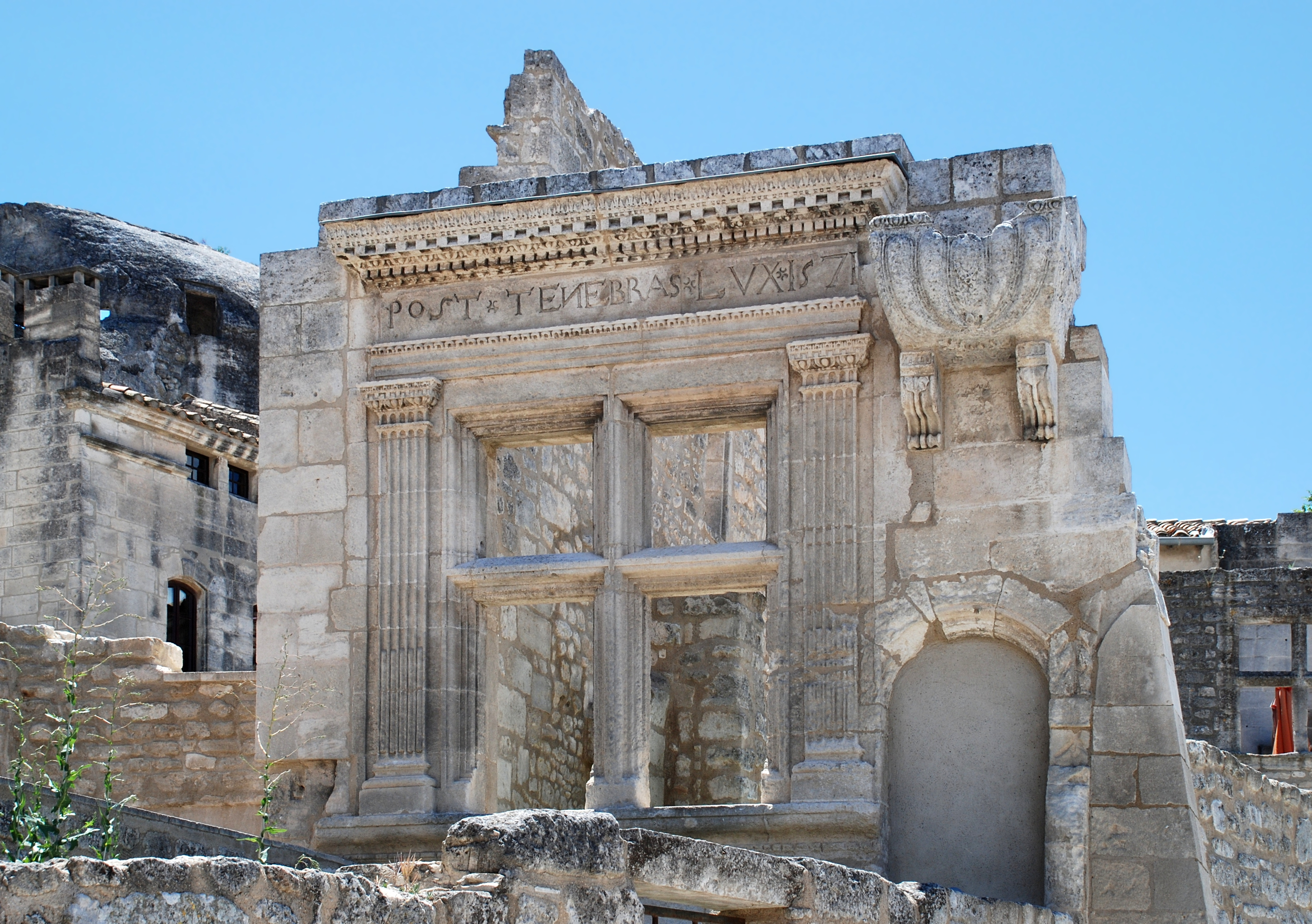
La fenêtre Post Tenebras Lux des Baux-de-Provence.

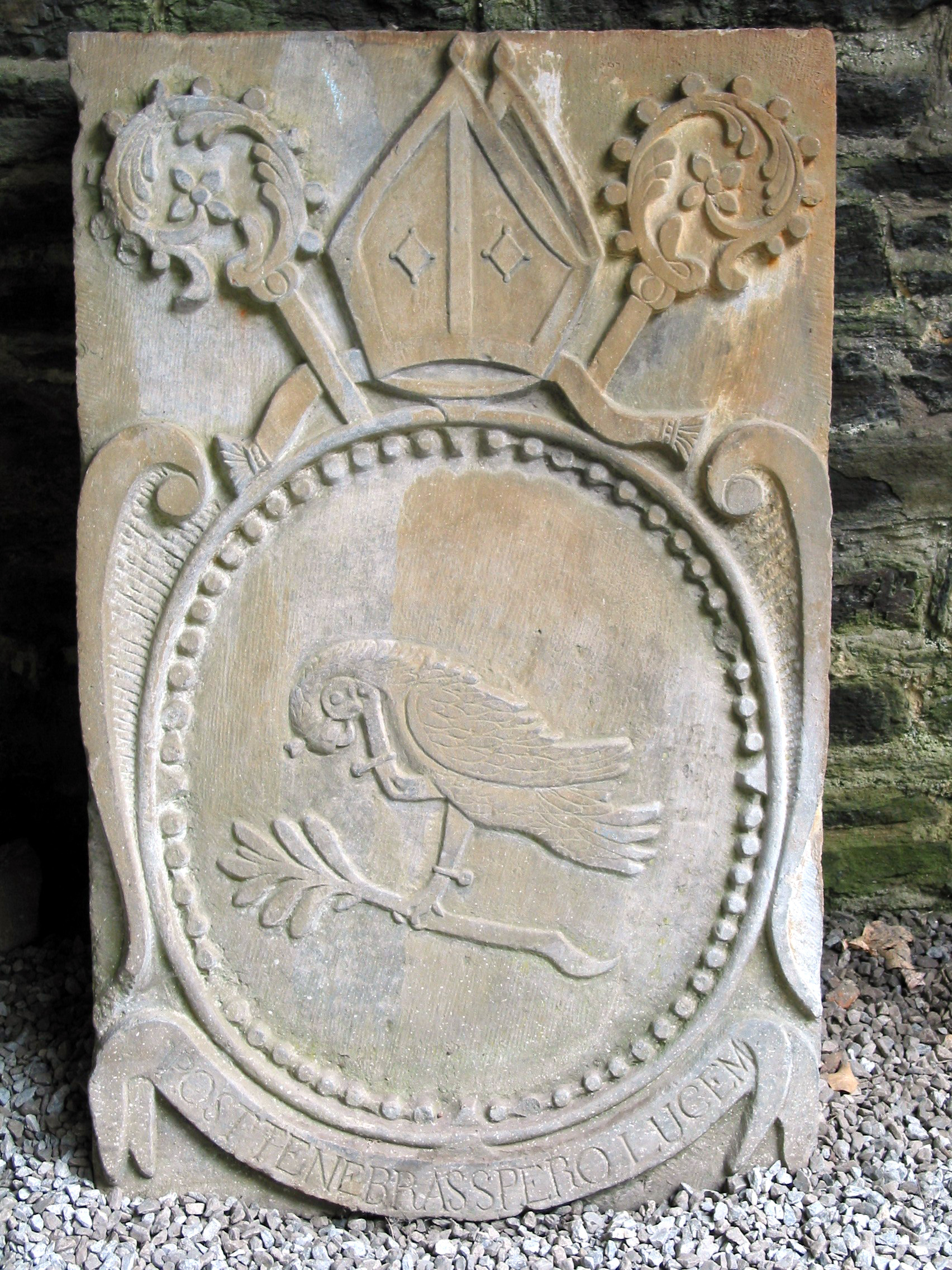
Blason et devise de l'abbaye de Villers-la-Ville.

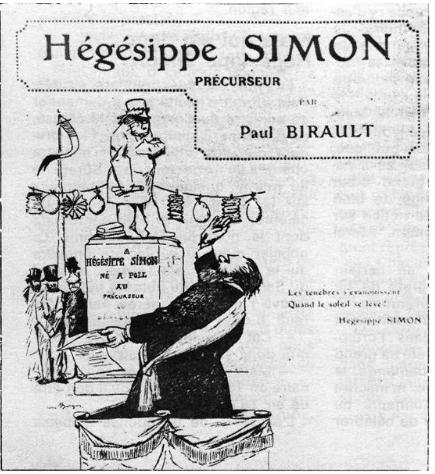
Illustration de la plaquette Hégésippe Simon, précurseur, publiée par L'Éclair et signée Paul Birault en janvier 1914.

« Post Tenebras Lux » fut également la devise nationale du Chili, avant d'être remplacée par la devise Por la razón o la fuerza (« Par la raison ou la force »), et l'une des deux devises du Robert College, une école américaine située à Istanbul (Turquie).
« Post Tenebras Spero Lucem » fut la devise de l'abbaye cistercienne de Villers-la-Ville où l'on retrouve la maxime gravée sur de nombreuses pierres armoriées disséminées sur le site.
« Les ténèbres s'évanouissent, quand le soleil se lève. » Lors d'un canular remontant à 1913, cette phrase fut attribuée à Hégésippe Simon, « précurseur » inventé de toutes pièces. 